# Prefektura Yamaguchi
Prefektura Yamaguchi (jap. 山口県 Yamaguchi-ken) – prefektura znajdująca się w regionie Chūgoku, na zachodnim krańcu wyspy Honsiu (Honshū), w Japonii. Jej stolicą jest miasto Yamaguchi, usytuowane w jej centralnej części, a najludniejszym miastem jest Shimonoseki. W okresie Edo prefektura Yamaguchi należała do rodu Mōri.

## Opis
Geograficznie prefektura dzieli się na trzy obszary: Morza Wewnętrznego, łańcucha gór Chūgoku biegnącego w głębi lądu ze wschodu na zachód i wybrzeża Morza Japońskiego. Do prefektury należy około 250 wysp i wysepek rozproszonych wzdłuż wybrzeży obu mórz (łączna linia brzegowa ok. 1500 km).

### Mine
Na terenie prefektury znajduje się płaskowyż Akiyoshi-dai (130 km²) o największej koncentracji formacji krasowych w Japonii oraz Akiyoshi-dō, największa i najdłuższa wapienna jaskinia w kraju. 

### Hagi
Hagi to dawne, dobrze zachowane miasto zamkowe, usytuowane na wybrzeżu Morza Japońskiego. W przeszłości główna siedziba m.in. klanu Mōri, jednego z najpotężniejszych. Rządził on w obecnej Yamaguchi – wówczas Chōshū – przez ponad 250 lat i odegrał kluczową rolę w czasie restauracji Meiji, w drugiej połowie XIX wieku.
Częściowo przez miasto prowadzi wąski kanał Aiba, zbudowany w pierwszej połowie XVIII wieku. Przy pomocy małych łodzi transportowano takie towary, jak drewno opałowe i ryż. Woda służyła także do celów rolniczych i zapobiegania pożarom. Obecnie pływają w niej kolorowe karpie koi.
Miasto jest słynne ze swojej ceramiki (hagi-yaki). Technika wytwarzania tego rodzaju wyrobów dotarła z Korei na początku XVII wieku. Kolor ceramiki zmienia się z upływem czasu, gdy pozostałości herbaty dostają się do maleńkich otworów na jej powierzchni. Ta cecha jest bardzo ceniona przez miłośników herbaty.
W mieście znajduje się świątynia buddyjska Daishō-in, zbudowana w 1656 roku jako świątynia rodzinna klanu Mōri. Wielu przywódców rodu zostało tam pochowanych. Obecnie należy ona do szkoły Rinzai buddyzmu zen.
Z kolei świątynia Tōkō-ji została założona w 1691 roku i należy do szkoły Ōbaku japońskiego buddyzmu zen. Jej piękne drewniane budynki stoją w lesie na wschód od centrum Hagi. Podobnie jak większość świątyń tej sekty, ma styl architektoniczny, który wykazuje więcej chińskich wpływów niż przeciętna japońska świątynia. Za budynkami świątyni znajduje się cmentarz pozostałych panów feudalnych (daimyō) klanu Mōri.

### Iwakuni
Zamek Iwakuni został zbudowany w 1608 roku, na początku okresu Edo. Miejsce jego budowy wybrano kierując się naturalnymi walorami obronnymi na szczycie góry Shiro (ponad 200 m ponad miastem) i częściowym otoczeniem rzeką Nishiki. Budowany pięć lat zamek został zburzony dekretem sioguna zaledwie siedem lat po jego ukończeniu. Obecna rekonstrukcja pochodzi z 1962 roku. Wewnątrz eksponowane są miecze i zbroje samurajskie oraz inne przedmioty związane z historią zamku. 

### Shimonoseki
Miasto Shimonoseki leży na zachodnim krańcu prefektury i jednocześnie wyspy Honsiu, nad cieśniną Kanmon, która ma szerokość 650 m, oddzielając miasto od wyspy Kiusiu (Kyūshū). Cieśnina jest ruchliwą drogą morską, co pozwoliło miastu stać się od dawna ważnym węzłem komunikacyjnym, chociaż wybudowanie mostów i tuneli w poprzek cieśniny nieco zmniejszyło jego pozycję. 
Otoczone z trzech stron wodą Shimonoseki jest znane z połowów owoców morza. Najbardziej znanym produktem jest ryba z rodziny rozdymkowatych o nazwie takifugu, lokalnie nazywana fuku. Jest ona traktowana jako przysmak, pomimo że niektóre jej narządy są silnie toksyczne. Z tego powodu tylko specjalnie licencjonowani kucharze mogą je przygotowywać i sprzedawać.

## Podział administracyjny
Prefektura Yamaguchi dzieli się na 4 powiaty (gun):
- Abu (阿武郡 Abu-gun)
- Kuga (玖珂郡 Kuga-gun)
- Kumage (熊毛郡 Kumage-gun)
- Ōshima (大島郡 Ōshima-gun)

Wcześniej istniał jeszcze jeden powiat, Tsuno, który został zlikwidowany w 2003 roku, a jego tereny przyłączono do powiatu Kumage.
W prefekturze znajduje się 13 miast:

- Hagi
- Hikari
- Hōfu
- Iwakuni
- Kudamatsu
- Mine
- Nagato
- San’yō-Onoda
- Shimonoseki
- Shūnan
- Ube
- Yamaguchi
- Yanai

## Turystyka
Główną atrakcją turystyczną tej prefektury jest słynny most Kintai w mieście Iwakuni. Ten pięciołukowy, drewniany most jest symbolem zachodniej części wyspy Honsiu. 
Podziwianie mostu jest szczególnie atrakcyjne w okresie kwitnienia wiśni (sakura) przypadającego w tym rejonie przeważnie na początku kwietnia. Zwyczaj ten (hanami) (oglądanie kwiatów) polega na spacerach wśród drzew lub organizowaniu wspólnych spotkań o charakterze pikników, także z towarzyszeniem muzyki i tańców.

## Galeria

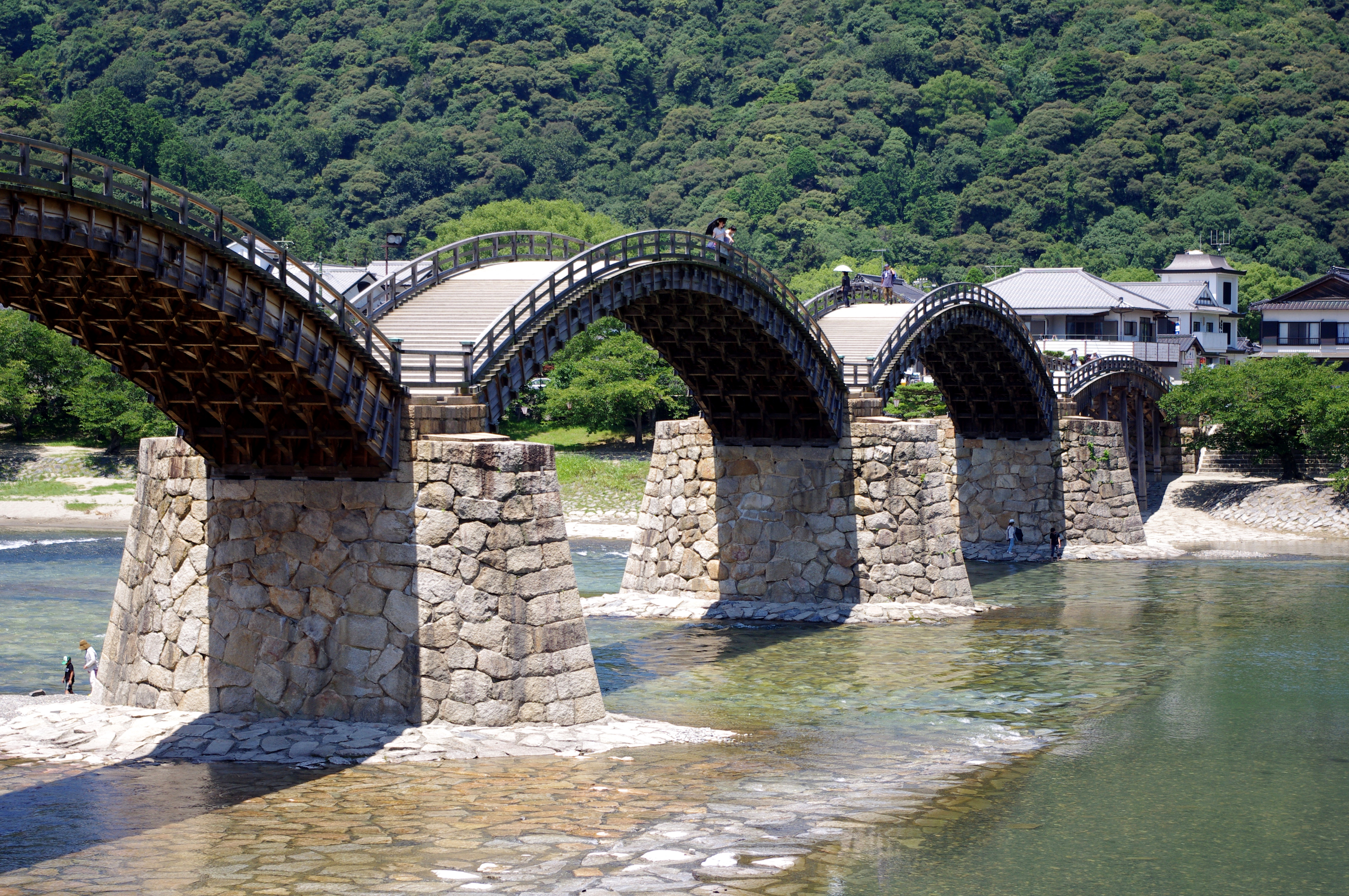
Most Kintai w Iwakuni
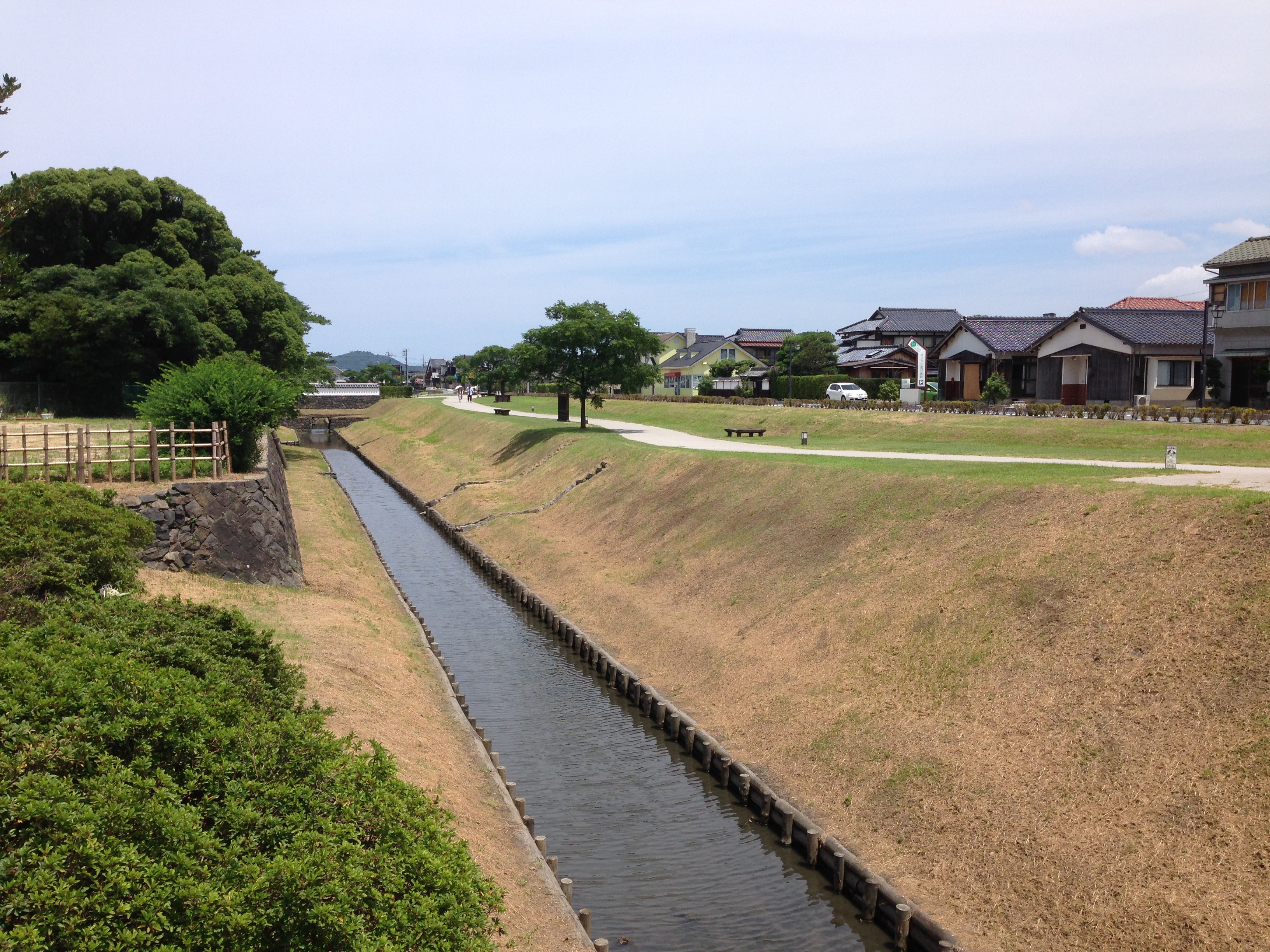
Hagi
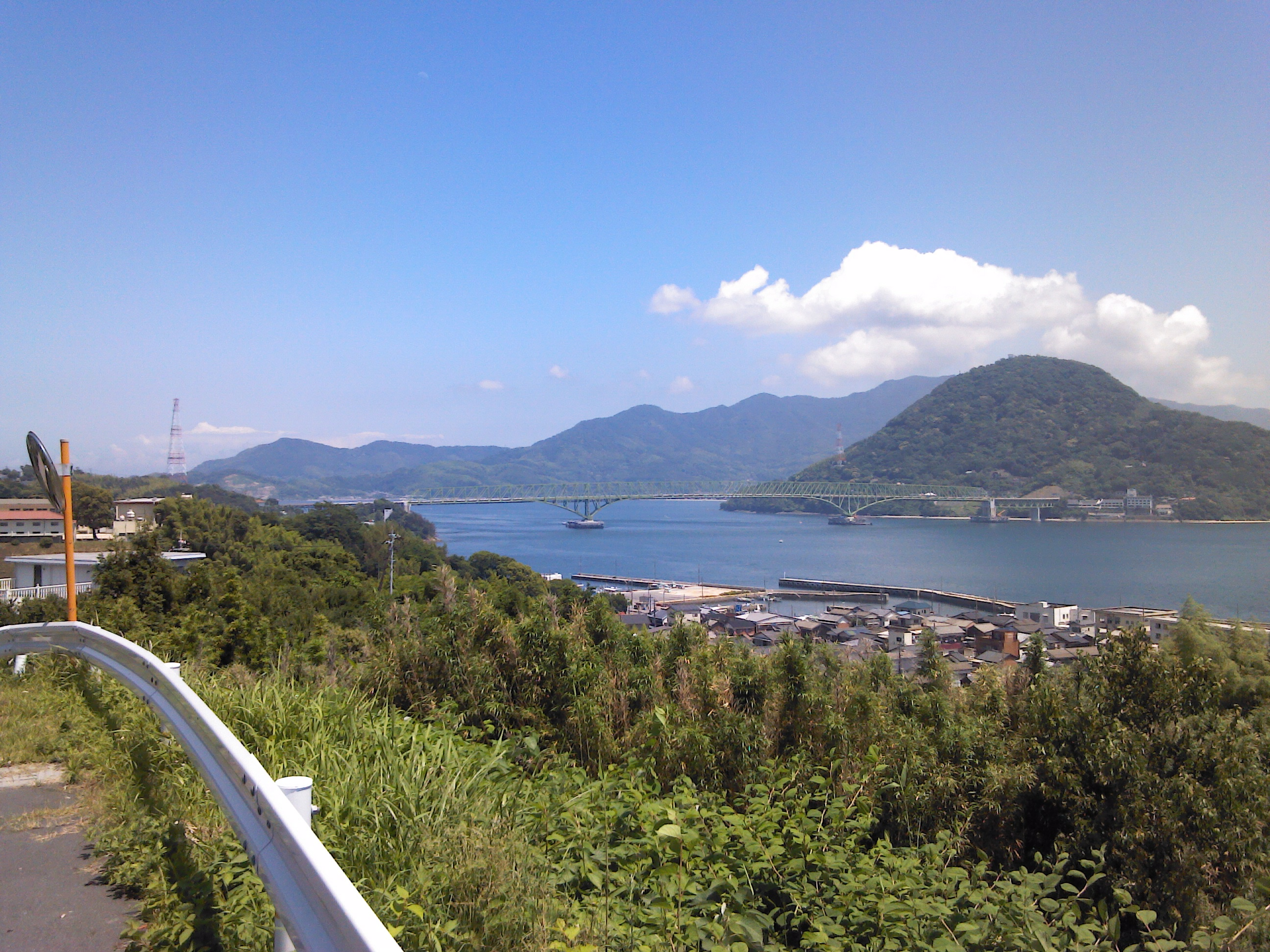
Ōbatake, Yanai
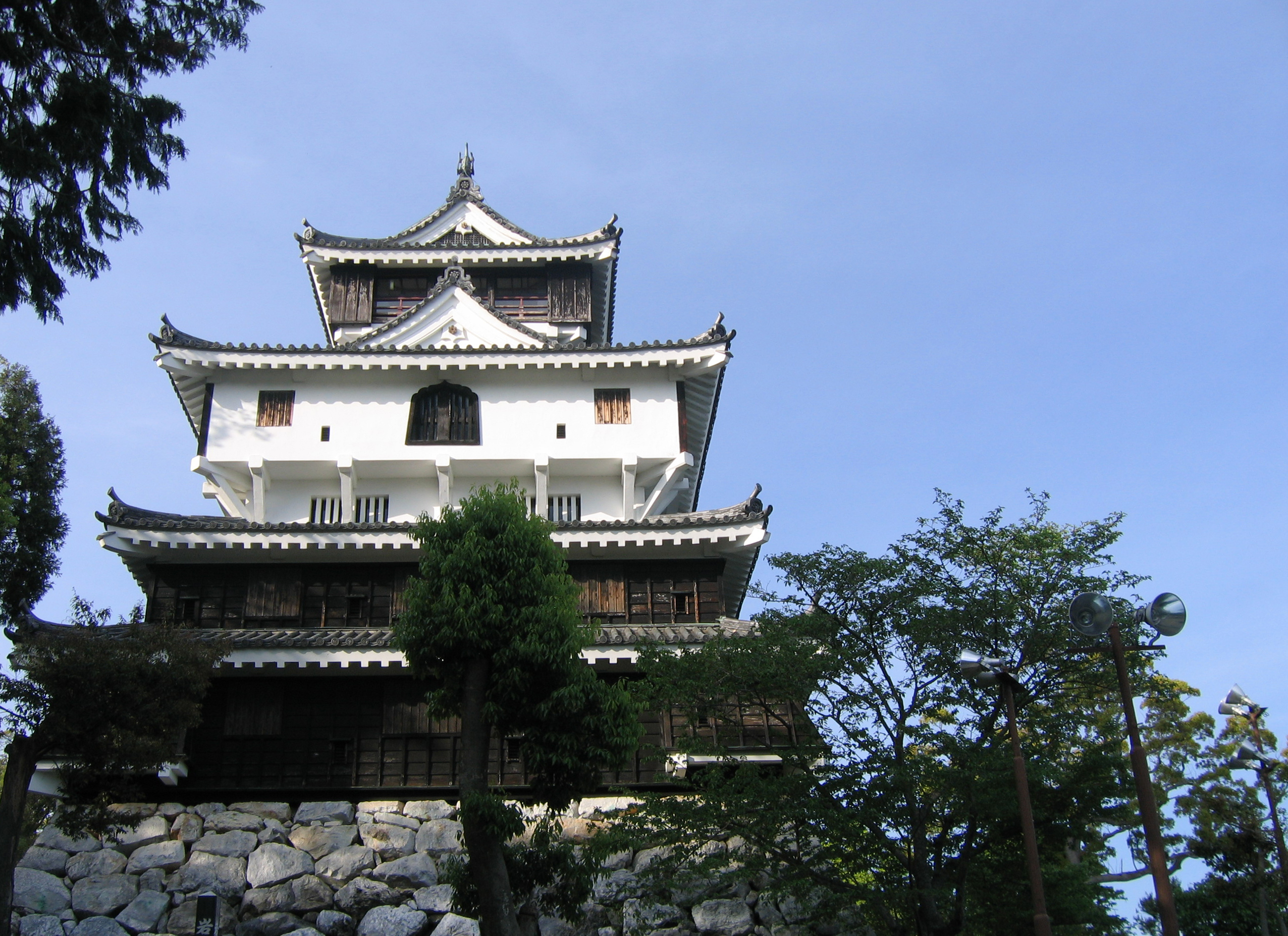
Zamek Iwakuni
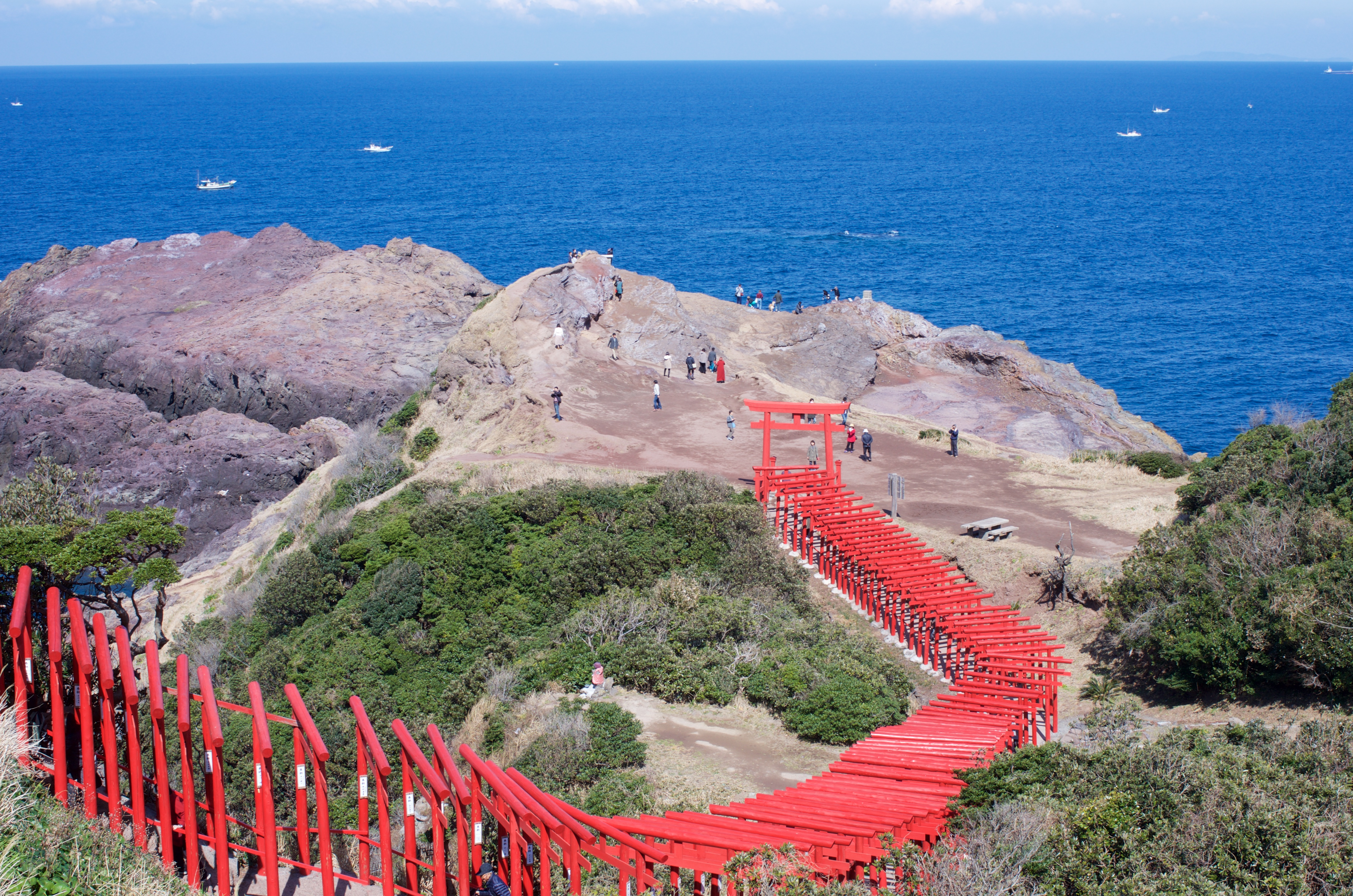
Chram Motonosumi w Nagato